# Sold to Satan
Sold to Satan è un cortometraggio muto del 1916 diretto da Edward Sloman. Il regista appare anche nel cast, nel ruolo del Principe delle Tenebre.

## Produzione
Il film, che fu prodotto dalla Lubin Manufacturing Company, venne girato negli studi della compagnia a Coronado, in California.

## Distribuzione
Distribuito dalla General Film Company, il film - un cortometraggio in tre bobine - uscì nelle sale USA il 10 febbraio 1916.
Non si conoscono copie ancora esistenti della pellicola che viene considerata presumibilmente perduta.